# 6.25 전쟁의 화교 참전 용사
6.25 전쟁 발발 후 많은 한국 화교들이 자발적으로 참전하여 대한민국을 위해 싸웠다.
한국 화교들의 대부분은 제1보병사단 예하 중국이 특별수색대와 SC지대 이 두개의 부대에서 활약했으며 일부가 KLO부대에서도 활약한 것으로 알려져 있다.

## 중국인 특별수색대
6.25 전쟁이 터지기 전부터 북한 거주 화교들은 위서방(1923~1989,단장)과 강혜림(1925~1951, 부단장)이 주축이 되어 '한중반공애국청년단'은 결성하였다. 6.25 전쟁 발발 후 본격적으로 북한군을 상대로 게릴라전을 벌였고
1950년 10월, 국군이 평양을 입성한 이후 위서방은 제1보병사단에 들어가 같이 싸우겠다고 요청하였고 백선엽 사단장은 위서방의 요청을 즉각 받아들였다.
위서방은 한중반공애국청년단을 평양화교반공애국보위단(平壤華僑反共愛國保衛團)으로 재편했다. 화교 250여 명이 참여했다. 이들은 주로 정보 수집 업무를 담당했다.
12월 5일 유엔군이 평양에서 후퇴했다. 위서방과 화교반공보위단도 1사단과 함께 후퇴했다. 원래는 50명이 함께 출발했다. 이 중 20명은 아군의 재반격을 준비하기 위해 사리원(沙里院), 개성(開城) 등 요충지에 
몇 명씩 떨어뜨려 놓았다. 위서방은 화교단원 30명을 수색대로 재편했다.
화교수색대는 1950년 12월 24일 경기도 연천군 장남면 고랑포에서 중공군 4명을 사살하고 1명을 생포함으로써 중공군이 처음 38선 이남까지 진출했다는 증거를 확보했다. 
이듬해 1월 이들은 소속을 1사단 예하부대인 15연대로 옮겨 중국인특별수색대로 이름을 바꿨다
화교부대 생존자인 강춘덕씨의 증언에 의하면, 부대의 정식명칭은 15연대 수색중대 중국인특별소대였다.

## SC지대
SC지대는 6.25 전쟁에서 대한민국에 거주 중이던 화교들이 주축이 되어 활동한 첩보 유격 부대이다.
정식명칭은 육군 제4863부대 SC지대로서 육군 첩보부대(HID)의 예하부대였다. 
부대명의‘SC’는 한국 화교 청년조직을 뜻하는‘서울 차이니스(Seoul Chinese)'의 두문자어이다.
1951년 3월 정식으로 창설했다.

## 참고 자료
- 화교참전용사 추모비라도 세워주오 (세계일보 2014년 6월 24일자 기사)
- 현충원에 추모비 하나 없지만... 70년전 사선 넘나들던 화교용사들 (오마이뉴스 2020년 6월 23일)
- "한국인과 함께 피 흘렸다는 기록 반드시 남겨야" (오마이뉴스 2020년 6월 23일)
- 조국 지키려다 산화…기록 없이 역사 뒤안길로 (세계일보 2014년 6월 25일자 기사)
- 대한민국 위해 목숨 바치고 잊힌 화교 참전용사 300여 명 (월간조선 2022년)